# Zwart/Wit
Zwart/Wit is het debuutalbum van de Nederlandse zangeres Meis.

## Inleiding
Vanaf 2017 was ze echter ook bezig een verzameling liedjes te schrijven over haar ervaringen vanaf het moment dat ze een preventieve maagverwijdering onderging. Ze had een dreigende maagziekte geërfd van haar moeder. Het album begint met Rond, waarin ze omschrijft dat ze wel buikpijn heeft, maar die nog niet overheersend is. Later volgen liedjes over het helingsproces, waaronder het net doen alsof ze slaapt als iemand haar aandacht wil geven, maar ze er (nog) niet aan toe is en bijvoorbeeld het bewust worden van een blijvend groot litteken. De titel verwijst naar dat herstel, van zwart (donker) naar wit (licht).
De muziek is geschreven vanuit de gitaar, tijdens de revalidatie woonde ze even bij haar vader, gitarist Marcel de Groot; aan de gitaar was daar niet te ontkomen. Het resultaat was echter meer elektronisch (toetsen). Ze vorderde door haar perfectionisme maar langzaam. Ze koos voor het Belgische platenlabel News Records uit Gent; ze had het gevoel dat daar meer vrijheid heerste. 
Op de platenhoes laat ze dat litteken ook zien, evenals haar tatoeages; één daarvan verwijst naar haar grootmoeder.
In het dankwoord vermeldt ze zowel de instanties die (financieel) hielpen bij de totstandkoming van het album, maar ook het Antoni van Leeuwenhoekziekenhuis en de medici/verplegers die haar hielpen het proces te doorlopen. In het dankwoord ontbreekt ook haar grootvader Boudewijn de Groot en zijn partner Anja Bak niet; ook Eefje de Visser met wie ze langdurig samenwerkt, wordt genoemd.

## Musici
- Aysha de Jong – zang, achtergrondzang, gitaar, (bas)synthesizer, percussie
- Nicky Hustinx – gitaar, (bas)synthesizer, percussie, drums
- Ralph Pouw – basgitaar
- Morris Kliphuis – hoorn
- Koen van de Wart – zang in Los

## Muziek
| Nr. | Titel                     | Duur |
| --- | ------------------------- | ---- |
| 1.  | Rond (Meis, Hustinx)      | 3:12 |
| 2.  | Zonder (Meis, Hustinx)    | 3:25 |
| 3.  | Zwart (Meis, Hustinx)     | 3:20 |
| 4.  | Los (Meis, Hustinx)       | 4:02 |
| 5.  | Voor/Door (Meis, Hustinx) | 2:49 |
| 6.  | Tussen (Meis, Hustinx)    | 1:50 |
| 7.  | Anders (Meis, Hustinx)    | 3:03 |
| 8.  | Lelijk (Meis, Hustinx)    | 3:40 |
| 9.  | Fijn (Meis, Hustinx)      | 3:40 |
| 10. | Spijt (Meis, Hustinx)     | 3:04 |
| 11. | Rond/Uit (Meis, Hustinx)  | 2:12 |

## Nasleep
Na de uitgifte van het album ging Meis op tournee. Het album kwam vrij snel binnen in de Vlaamse Ultratop 200 Albums op plaats 191; het bleef bij die ene week. De Nederlandse Album Top 100 werd niet gehaald..